# Heinkel He P.1080
De He P.1080 was een project voor een jachtvliegtuig dat werd ontwikkeld door de Duitse vliegtuigbouwer Heinkel.

## Ontwikkeling
Het project zou gebruik gaan maken van ramjet motoren. Er werd een begin gemaakt met het project nadat men bij Heinkel de gegevens over de motoren had binnengekregen. De motoren waren twee Lorin-Rohr ramjet motoren. Deze hadden een diameter van 90 cm en een stuwdruk van 420 kg elk op zee hoogte en een maximum stuwdruk van 1.560 kg. Deze werden aan weerszijden van de romp geplaatst. Men ging voor de koeling van de motoren een deel van de motoren blootstellen aan de buitenlucht. Een deel van de motoren stak buiten het vleugeloppervlak uit.
De vleugels werden van het P.1078 project overgenomen om zo ontwikkeltijd te besparen. Er werd een richtingsroer geplaatst. De bewapening bestond uit twee 30 mm MK108 kanonnen en deze waren samen met de radar en de cockpit in de rompneus geplaatst. De brandstoftanks bevonden zich in het achterste deel van de romp.
De ramjet motoren hebben een bepaalde snelheid nodig om hun werk te kunnen doen. Hierdoor moest men tijdens de start gebruikmaken van vier vaste brandstof raketten van 1.000 kg stuwdruk. Voor de start werd er gebruikgemaakt van een afwerpbaar landingsgestel en de landing werd uitgevoerd op een landingsski.

### Technische specificaties
Afmetingen:
- Spanwijdte: 8,90 m.
- Lengte: 8,15 m.
- Vleugeloppervlak: 20 m².

Gewichten:
- Startgewicht: 4.300 kg.

Prestaties:
- Maximumsnelheid: 1.000 km/uur, 500 km/uur op zee hoogte.